# ان‌جی‌سی ۲۵۴
ان‌جی‌سی ۲۵۴ (انگلیسی: NGC 254) نام یک کهکشان عدسی در صورت فلکی سنگتراش است.